# Akta Z
Akta Z (v anglickém originále: Lost Tapes) je americký televizní polodokumentární seriál vysílaný na stanici Animal Planet. Seriál produkovala společnost Go Go Luckey Entertainment, představuje zrekonstruované nalezené záběry zobrazující traumatická setkání s kryptozoologickými, nadpřirozenými, mytologickými nebo mimozemskými tvory. Mezi zobrazené tvory například patří Bigfoot, Čupakabra, Olgoj chorchoj, upíři, nebo vlkodlaci.

## Vydání
Pilotní díl byl vysílán 30. října 2008 na stanici Animal Planet, ale seriál měl oficiální premiéru až 6. ledna 2009. Stanice Animal Planet si objednala druhou sérii, která měla premiéru 29. září 2009. Třetí série měla premiéru 28. září 2010 a v epizodách se objevovaly tvorové, jako jsou zombie a Kraken. Seriál se dříve vysílal také na stanici Planet Green.

## Premisa
Seriál Akta Z zobrazuje traumatické scénáře, kdy jsou lidé napadeni nebo zabiti záhadnými, nebezpečnými, smrtícími, divokými a zuřivými paranormálními kryptidy. Seriál je natočen v dokumentárním stylu. Většina epizod začíná rychlým úvodem faktů, který zahrnuje rozhovory s odborníky vysvětlujícími vědecké teorie nebo fakta a folklórní pověsti o tvorovi z titulní epizody. 
Ve druhé sérii některé epizody začínaly záběry osoby násilně napadené a často zabité tvorem z epizody, což byl úvod, který měl nastínit události každé epizody. Ve třetí sérii měla takový úvod každá epizoda. Události každé epizody ve všech třech sériích jsou doprovázeny videi vědců, kryptozoologů a folkloristů, kteří sdělují své vlastní myšlenky a názory na tyto tvory, což se nazývá Akta Z: Odhalení.

## Epizody
| Sezóna | Epizody | Původně vysíláno | Původně vysíláno   |
| Sezóna | Epizody | Poprvé vysíláno  | Naposledy vysíláno |
| ------ | ------- | ---------------- | ------------------ |
| 1      | 14      | 30. října 2008   | 17. února 2009     |
| 2      | 10      | 29. září 2009    | 24. listopad 2009  |
| 3      | 10      | 28. září 2010    | 9. listopadu 2010  |